# Fractura (mineralogia)

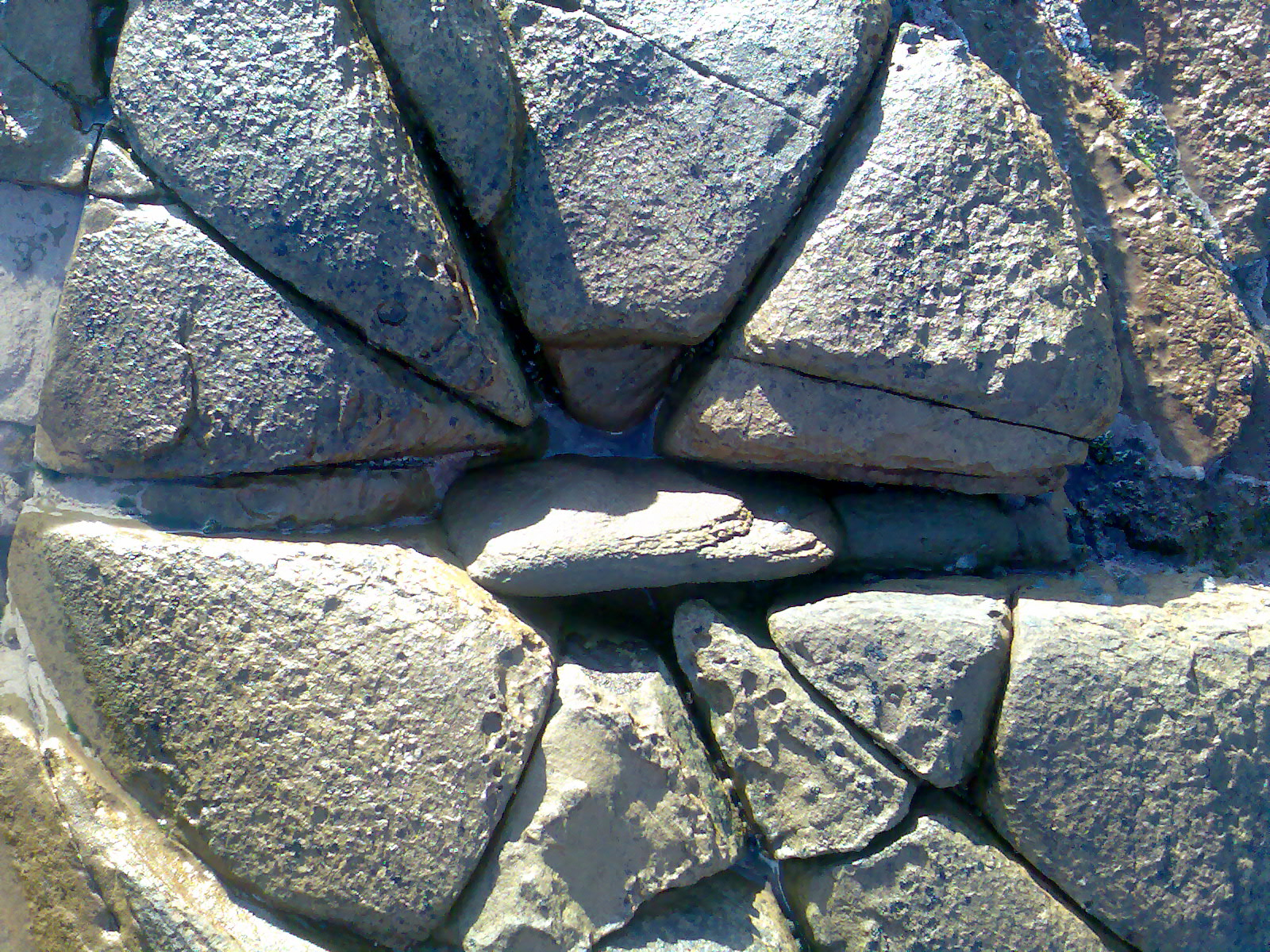
Fractura d'una roca

En el camp de la mineralogia, la fractura és la forma i la textura de la superfície que es forma quan es fractura un mineral. Els minerals tenen sovint una fractura molt distintiva, el que fa que sigui aquesta una característica que s'utilitza en la seva identificació.
La fractura es diferencia de l'exfoliació en què aquest darrer implica una divisió neta al llarg dels plànols d'exfoliació de l'estructura cristal·lina del mineral, en oposició a la ruptura més general. Tots els minerals exhibeixen fractura, però quan l'exfoliació és molt forta, pot ser difícil de veure.
Hi ha diferents tipus de fractura:
- Fractura concoidal
- Fractura terrossa
- Fractura irregular
- Fractura estellada
- Fractura desigual